# Fratura nasal
Uma fratura nasal, comumente referida como um nariz quebrado, é uma fratura em um dos ossos do nariz. Os sintomas podem incluir sangramento, inchaço, nódoas negras, e uma incapacidade de respirar através do nariz. Que pode ser complicada por outras fraturas faciais ou um hematoma do septo.
As causas mais comuns incluem agressão, trauma durante a prática de esportes, quedas, e colisões em veículos automotores. O diagnóstico é geralmente feito com base nos sinais e sintomas e podem, ocasionalmente, ser confirmado por uma radiografia.
O tratamento geralmente é com medicação para a dor e compressas frias. Redução, se necessária, pode ocorrer geralmente após o inchaço diminuir. Dependendo do tipo de fratura a redução (cirurgia ortopédica) pode ser aberta ou fechada. Os resultados são geralmente bons. Fraturas nasais são comuns, compreendendo cerca de 40% das fraturas faciais. Homens em seus 20 anos são mais comumente afetados.